# 아이리버 와우탭
아이리버 와우탭은 아이리버가 2013년에 출시한 태블릿 컴퓨터이다. 32M 컬러를 지원하는 7인치 1280 x 800 HD IPS TFT-LCD가 장착되어 있다.
ITQ700과 ITQ701의 차이점은 해상도와 용량(ITQ700은 4기가, ITQ701은 64/128기가)이며, ITQ701에는 S-DMB(위성파 DMB)가 추가로 장착된다.